# Markgräfler Musikverband
Der Markgräfler Musikverband e. V. (MMV) umfasst 35 Mitgliedsvereine von Schallstadt-Wolfenweiler im Norden bis Bad Bellingen im Süden mit über 2.000 Mitgliedern und ist Mitglied des Bundes Deutscher Blasmusikverbände (BDB). Zum Markgräfler Musikverband zählen auch das Sinfonische Verbandsblasorchester Markgräflerland e. V. (VBO, seit 1991), das Verbandsseniorenorchester (VSO, seit 2002) und das Verbandsblechbläserensemble (VBE, seit 2017).

## Vereine
| Name                                            | Gemeinde                    | Gründungsjahr |
| ----------------------------------------------- | --------------------------- | ------------- |
| Musikverein Auggen e. V.                        | Auggen                      | 1865          |
| Musikverein Bad Bellingen e. V.                 | Bad Bellingen               | 1920          |
| Trachtenkapelle Badenweiler e. V.               | Badenweiler                 | 1530          |
| Gemeindekapelle Bad Krozingen                   | Bad Krozingen               | 1865          |
| Musikverein Ballrechten-Dottingen e. V.         | Ballrechten-Dottingen       | 1855          |
| Musikverein Biengen e. V.                       | Bad Krozingen               | 1825          |
| Musikverein-Trachtenkapelle Bollschweil e. V.   | Bollschweil                 | 1863          |
| Musikverein Bremgarten e. V.                    | Hartheim am Rhein           | 1888          |
| Musikverein Britzingen e. V.                    | Müllheim im Markgräflerland | 1865          |
| Bergmannskapelle Buggingen e. V.                | Buggingen                   | 1879          |
| Musikverein Eggenertal e. V.                    | Schliengen                  | 1925          |
| Feuerwehr- und Winzerkapelle Ehrenstetten e. V. | Ehrenkirchen                | 1866          |
| Musikverein Eschbach e. V.                      | Eschbach im Markgräflerland | 1899          |
| Musikverein Feldberg e. V.                      | Müllheim im Markgräflerland | 1921          |
| Musikverein Feldkirch e. V.                     | Hartheim am Rhein           | 1921          |
| Musikverein "Eintracht" Grißheim e. V.          | Neuenburg am Rhein          | 1879          |
| Musikverein Grunern e. V.                       | Staufen im Breisgau         | 1826          |
| Musikverein Heitersheim e. V.                   | Heitersheim                 | 1793          |
| Musikverein Hügelheim e. V.                     | Müllheim im Markgräflerland | 1870          |
| Feuerwehr- und Trachtenkapelle Kirchhofen e. V. | Ehrenkirchen                | 1740          |
| Stadtmusik Müllheim e. V.                       | Müllheim im Markgräflerland | 1812          |
| Musikverein Schwarzwaldkapelle Münstertal e. V. | Münstertal im Schwarzwald   | 1885          |
| Trachtenkapelle Münstertal e. V.                | Münstertal im Schwarzwald   | 1811          |
| Stadtmusik Neuenburg e. V.                      | Neuenburg am Rhein          | 1863          |
| Musikverein Norsingen e. V.                     | Ehrenkirchen                | 1910          |
| Musikverein Offnadingen e. V.                   | Ehrenkirchen                | 1919          |
| Musikverein Schlatt e. V.                       | Bad Krozingen               | 1919          |
| Musikverein Schliengen 1888 e. V.               | Schliengen                  | 1888          |
| Stadtmusikverein Staufen e. V.                  | Staufen im Breisgau         | 1724          |
| Trachtenkapelle Steinenstadt e. V.              | Neuenburg am Rhein          | 1926          |
| Stadtmusik Sulzburg e. V.                       | Sulzburg                    | 1870          |
| Musikverein Tunsel e. V.                        | Bad Krozingen               | 1854          |
| Musikverein Wettelbrunn e. V.                   | Staufen im Breisgau         | 1866          |
| Musikverein Wolfenweiler-Schallstadt e. V.      | Schallstadt                 | 1892          |
| Musikverein Zienken e. V.                       | Neuenburg am Rhein          | 1929          |

## Geschichte
Der Verband wurde am 21. August 1892 unter der Bezeichnung „Breisgau-Markgräfler Musikverband“ als der älteste Blasmusikverband im deutschsprachigen Raum in Buggingen gegründet. Ab 1898 wurde er in Oberbadischer Musikvereinsverband umbenannt. Bis 1921 gehörten die meisten Markgräfler Musikvereine und Vereine aus dem südlichen Breisgau diesem Verband an, der sich von Heitersheim bis Offenburg erstreckte. Die Musikvereine aus dem südlichen Teil des Markgräflerlandes schlossen sich dem 1912 in Rheinfelden gegründeten „Oberrheinischen Musikverband“ (ab 1924: Alemannischer Musikverband) an. In der Zielsetzung, das musikalische Niveau seiner Mitgliedsvereine zu heben, führte der Breisgau-Markgräfler Musikverband Verbandsfeste durch, die meistens mit Wettbewerben, den „Preisspielen“, verbunden waren.
Nach dem Verbandsfest 1921 in Ettenheim kamen die Delegierten der Musikvereine aus den Amtsbezirken Staufen und Müllheim am 14. August 1921 in Buggingen zusammen. Sie beschlossen, aus dem zu weit verzweigten Großverband auszuscheiden und einen organisatorisch günstiger zu betreuenden Verband zu gründen, den sie zunächst „Unterer Markgräfler Musikvereinsverband“ nannten. Auch dieser Verband sah seine Aufgabe darin, regelmäßige „Verbandsmusikertage“, an denen zum Schluss Gesamtchöre aufgeführt werden sollten, und Preisspiele durchzuführen.
In der Hauptversammlung am 13. November 1926 in Norsingen trat der Untere Markgräfler Musikverband der „Arbeitsgemeinschaft badischer und württembergischer Musikvereine“ bei, die zuvor gegründet worden war. Diese Arbeitsgemeinschaft, die sich ab 1928 „Bund Südwestdeutscher Musikvereine“ nannte, war der Vorläufer des heutigen Bundes Deutscher Blasmusikverbände. An dessen erstem Blasmusikfest, das vom 3. bis 5. Juni 1933 in Freiburg stattfand, nahmen 105 Musikkapellen am Preisspiel in sieben Lokalen mit 18 Preisrichtern teil. Aus dem Bereich des Markgräfler Musikverbandes beteiligten sich sieben Kapellen von 21 angeschlossenen Vereinen.
Das Bundesmusikfest war Abschluss des im Jahr darauf, am 13. April 1934, in Berlin aufgelösten Bundes südwestdeutscher Musikverbände. Alle Verbände wurden in die Reichsmusikkammer übernommen, wo sie als „Block des Alemannengaues“ geführt wurden. In diesen Blocks waren nicht nur die Blasmusikkapellen, sondern auch Handharmonika-, Gitarren-, Mandolinen- und Zithervereine, insgesamt 184, registriert. Von nun an mussten die Dirigenten der Musikkapellen Ausweise mit Bild bei sich führen, die bei Polizeikontrollen überprüft wurden. "Wilde Tanzkapellen" wurden untersagt. Mit dem Ausbruch des Zweiten Weltkrieges verstummten die regionalen Musikfeste und auch die Vereinsmusikkapellen traten nur noch vereinzelt bei Beerdigungen, Trauertagen und sonstigen außerordentlichen Anlässen mit nur wenigen Musikern auf.
Ein Jahr nach Beendigung des Krieges, erst 1946, war die Möglichkeit wieder gegeben, über das Landratsamt bei der französischen Militärregierung die Neugründung der Vereine zu beantragen. Dies ging mit vielen Fragebogen in deutscher und französischer Sprache und der Vorlage neuer Vereins-Statuten vor sich, denn aus dem Kreise der Vorstandsmitglieder aller Vereine durfte niemand der NSDAP oder einer ihrer Nebenorganisationen angehört haben.
Die Wiedergründung der Verbände dauerte noch etwas länger. Laut Gründungsprotokoll lud der Musikverein Hügelheim die Vertreter des ehemaligen Unteren Markgräfler Musikverbandes zu einer Versammlung am 19. März 1950 ein. Der Einladung waren Abordnungen aus 24 Vereinen gefolgt, insgesamt 70 Personen, die beschlossen, die Neugründung des „Markgräfler Musikverbandes“ zu vollziehen. Die Gründungsfeier fand im Rahmen der Feier zum 80-jährigen Bestehen des Musikvereins Hügelheim am 20. August 1950 in Hügelheim statt. Zu Präsidiumsmitgliedern des neuen Verbandes wurden Fritz Geppert (Präsident), Leo Grozinger (Vizepräsident), Robert Kreiner (Schriftführer und Rechner), Albin Flemig (Verbandsdirigent), Ernst Seemann, Albert Möbius, Heinrich Burgert und Stefan Kappeler (alle Musikbeirat/Verbandsdirigenten) gewählt. Rektor Anton Mückel aus Kenzingen, der während seiner Tätigkeit in Bad Krozingen von 1927 bis 1933 Verbandspräsident war, wurde zum Ehrenpräsident ernannt.

### Bisherige Verbandspräsidenten und Geschäftsführer
| Amtszeit  | Verbandspräsident   | Bemerkung                                                | Geschäftsführer |
| --------- | ------------------- | -------------------------------------------------------- | --------------- |
| 1921–1922 | Fritz Maier         |                                                          | Max Gugel       |
| 1922–1929 | Heinrich Tritschler |                                                          | Anton Münkel    |
| 1929–1933 | Anton Münkel        | Ehrenpräsident                                           | Karl Geiger     |
| 1933–1935 | Karl Geiger         |                                                          |                 |
| 1945–1950 | Karl Geiger         |                                                          |                 |
| 1950–1952 | Fritz Geppert sen.  |                                                          | Leo Grozinger   |
| 1952–1970 | Leo Grozinger       | Ehrenpräsident                                           | Paul Zirlewagen |
| 1970–1977 | Peter Steinbrecher  | Ehrenpräsident                                           | Hugo Neumeyer   |
| 1977–1984 | Hugo Neymeyer       | Ehrenpräsident                                           | Kurt Ströhlein  |
| 1984–1994 | Kurt Ströhlein      | Verdienstkreuz (CISM) 1984 und Bundesverdienstkreuz 1991 | Kurt Fröhlin    |
| 1994–1999 | Kurt Fröhlin        |                                                          |                 |
| seit 1999 | Bernhard Metzger    | Silberne Ehrennadel für 25 Jahre 2021                    | Jörg Kitzmann   |

### Bisherige Verbandsdirigenten
| Amtszeit  | Name                              | Bemerkung             |
| --------- | --------------------------------- | --------------------- |
| 1921–1952 | Albin Fleming                     |                       |
| 1952–1972 | Karl Zettelmayer                  | Ehrendirigent         |
| 1972–1985 | Otto Daiger                       | Ehrendirigent         |
| 1985–2015 | Hellmut Blaudzun                  | Ehrendirigent         |
| seit 2015 | Wolfgang Wetzel                   |                       |
| seit 2019 | Alfredo Mendieta und Josef Heckle | Team Verbandsdirigent |

## Orchester

### Verbandsblasorchester (VBO)
Das Sinfonische VerbandsBlasOrchester Markgräflerland e. V. (VBO) ist ein Höchststufenorchester und wurde in seiner heutigen Form 1991 als „Markgräfler Verbandsblasorchester“ von Jürgen Markwart ins Leben gerufen.
Ziel war und ist es, mit begeisterten und motivierten Musikern aus unterschiedlichen Vereinen, möglichst aus dem Markgräfler Musikverband, ein Orchester zu bilden, welches den steigenden musikalischen Ansprüchen der Musiker gerecht wird. Neben dem Erlebnis, gemeinsam auf hohem Niveau zu musizieren und dabei gelegentlich an seine musikalischen Grenzen zu stoßen, steht der Spaß am Musizieren im Vordergrund.
Aus diesem Grund werden die unterschiedlichsten Projekte in ein bis zwei Projektphasen pro Jahr mit je zwei bis drei Probewochenenden einstudiert. Die Aufführung anspruchsvoller Konzertliteratur gehört ebenso zum Programm wie die Teilnahme an diversen Dirigentenlehrgängen und Meisterkursen in Form des Workshop-Orchesters. Die Proben finden in der Regel im Großraum Markgräflerland statt. Die ca. 60 Instrumentalisten sind überwiegend Amateurmusiker aus dieser Region und dem Raum Freiburg, aber auch Gastmusiker sind jederzeit herzlich willkommen.
Erster künstlerischer Leiter war Bernhard Volk aus Singen am Hohentwiel. Nach seinem beruflichen Weggang nach Hamburg als musikalischer Leiter der Stella AG wurde Hans-Peter Blaser aus Scherli-Au (CH) Dirigent des Orchesters. Er war Professor für Blasorchester-Direktion in Zürich und Bern und leitete das Orchester von 1997 bis 2003. Von 2003 bis 2018 war Musikdirektor Helmut Hubov aus Stockach künstlerischer Leiter des Orchesters. Die Herbstphase 2019 fand unter dem Dirigenten Christian Steinlein (Dirigent und Posaunist, Musikschule Südschwarzwald) statt. Die Herbstphase 2020 sollte mit Christian Weng aus Günzburg (Schulleiter des Musikzentrum Mindeltal, Dirigent und Musikpädagoge) gestaltet werden. Aufgrund des Corona-Virus ist nicht klar, ob diese Veranstaltung stattfinden kann.

### Verbandsblechbläserensemble (VBE)
Mit dem Ziel ein ständiges Blechbläserensemble im Markgräfler Musikverband zu etablieren, hatte Simon Schäfer, seit 2017 Mitglied im Team Verbandsdirigent, die Idee, besonders begabte und motivierte Musiker einzuladen und in Form eines Kammermusikworkshops Themen wie Intonation, Rhythmik, Zusammenspiel und die gemeinsame Erarbeitung fortgeschrittener Blechbläserliteratur zu behandeln.

### Verbandsseniorenorchester (VSO)
Bei mehreren Seniorentreffen, das erste gab es 1992 in Offnadingen, fand sich immer wieder eine Gruppe musikbegeisterter Senioren, welche in einem provisorischen Orchester zur Freude der geladenen Gäste einige Märsche und Polkas intonierten. Aus diesen Anfängen konnte dann 10 Jahre später eine erste Probe am 6. Februar 2002 in Wettelbrunn abgehalten werden und die Gründung des VSO erfolgen. Die musikalische Leitung lag von da an bis 2017 in den Händen von Musikdirektor Hellmut Blaudszun, bis er den Dirigentenstab 2018 an Albert Riesterer übergab. Im Jahr 2022 musste Albert Riesterer aus gesundheitlichen Gründen den Dirigentenstab an Roger Hartwig aus Staufen übergeben.
Die erste Probe zählte noch 19 Instrumentalisten, heute sind es ca. 40 Musikerinnen und Musiker aus dem gesamten Markgräflerland mit einem Altersschnitt von 77 Jahren. Gespielt werden nicht nur Märsche, Polkas und Walzer, sondern auch gerne Ouvertüren, Operettenquerschnitte, Konzertwalzer oder Potpourris, also durchweg konventionelle Blasmusik, mit welcher die Senioren groß geworden sind und 50 oder 60 und mehr Jahre von diesen überzeugten Liebhabern gepflegt und geliebt wird. Dieser Klangkörper hat sich ständig weiterentwickelt und ist mittlerweile ständiger und gern gehörter Gast bei vielen festen Veranstaltungen.